# Carel Gabriel Cobet
Carel Gabriel Cobet (Parijs, 28 november 1813 – Leiden, 25 oktober 1889) was classicus. Hij was hoogleraar Grieks aan de Universiteit Leiden en geldt als de bekendste Nederlandse graecus van de negentiende eeuw.

## Levensloop
Cobet was de zoon van Joannes Cobet en Marie Bertrand. Zijn vader was in dienst van het Departement van Oorlog en werkte sinds 1810 in Parijs. Daar werd Cobet geboren in 1813. Kort na Cobets geboorte ging het gezin terug naar Holland. Daar ging Cobet in Den Haag eerst naar de school van het Nut van het Algemeen en vanaf mei 1827 vijf jaar naar de Latijnse school (Gymnasium Haganum), waar zijn liefde voor het Grieks ontstond en men inzag dat hij over geniale capaciteiten beschikte.
In 1832 ging hij aan de Universiteit Leiden theologie studeren. In 1835 ging hij over de op de klassieke letteren met vooral Jacob Geel en John Bake als leermeesters. Cobet kon echter niet afstuderen, omdat hij de colleges van Thorbecke niet wilde volgen. Daarom had hij geen getuigschrift voor de Historia Iuris (Rechtsgeschiedenis). Een oplossing werd gevonden door Cobet als doctor honoris causa te laten promoveren. De titel kreeg hij officieel in maart 1841, nadat hij al op 20 oktober 1840 zijn proefschrift Observationes criticae in Platonis Comici reliquias (Tekstkritische kanttekeningen bij het overgebleven werk van Plato Comicus) had verdedigd. Het doctoraat was ook nodig omdat Cobet door de derde klasse van het Koninklijk Instituut was aangezocht om op voorstel van Simon Karsten, hoogleraar Grieks in Utrecht, de manuscripten van Simplicius te onderzoeken. Hij ontving daartoe een reisbeurs van het Instituut.
In november 1840 begon Cobet aan zijn reis langs een aantal Europese bibliotheken, die tot augustus 1845 zou duren. Hij bezocht Parijs en verscheidene Italiaanse steden. Hij onderzocht niet alleen de manuscripten van Simplicius, maar maakte intussen ook vele andere tekstkritische aantekeningen. Tijdens zijn reis schreef hij vele brieven aan Jacob Geel (in 1891 uitgegeven door Robert Fruin en H.W. van der Mey). Na terugkeer in Leiden kreeg hij de functie van buitengewoon hoogleraar Romeinse antiquiteiten, die hij aanvaardde met een op 20 juli 1846 gehouden inaugurele rede De arte interpretandi. In 1848 volgde de benoeming tot gewoon hoogleraar, waarbij het Grieks aan zijn leeropdracht werd toegevoegd. In 1847 trouwde hij met Jeannette Madelène Oliphant (overl. op 5 juli 1865), met wie hij één dochter, Marie-Louise, kreeg. In 1863 werd hij rector magnificus, een functie die hij op 8 februari 1864 besloot met de redevoering Oratio de monumentis literarum veterum suo pretio aestimandis (Rede over het op waarde schatten van monumenten uit de oude letterkunde). Hij voerde vele jaren (1860-1861 en 1873-1886) de redactie van Mnemosyne, dat onder zijn leiding een zuiver wetenschappelijk blad werd en internationaal aanzien kreeg. Hij bleef hoogleraar in Leiden tot zijn emeritaat in 1884. Zijn gezondheid ging sterk achteruit, nadat hij in april 1883 de eerste van enkele beroertes kreeg. Hij overleed in 1889 en werd begraven op Begraafplaats Groenesteeg.

## Werk
Voor het eerst liet Cobet als classicus van zich spreken door op 22-jarige leeftijd een wedstrijd te winnen die was uitgeschreven door de literaire faculteit in Leiden. Hij schreef een Prosopographia Xenophontea, een karakteristiek van alle personages uit Xenophons Memorabilia, Symposium en Oeconomicus, waarvoor hij op 8 februari 1836 een gouden erepenning kreeg uitgereikt.
Cobet hield zich vooral bezig met de tekstkritiek van klassieke Griekse teksten. In zijn inaugurele oratie uit 1846 had hij zijn standpunten hierover uiteengezet. Hij meende dat men er vanuit moet gaan dat de teksten die in handschriften zijn overgeleverd uit de Oudheid corrupt zijn. In plaats van allerlei gewrongen en kunstmatige interpretaties te verzinnen moest de filoloog de teksten helen door conjecturen. Voor het vaststellen van de juiste tekst hoefde men niet alle handschriften door te nemen, maar volstond het om enkele oude, goed-gekozen handschriften te collationeren. Deze tekstkritische methode kon iedereen leren volgens Cobet en hij vond ook dat deze voorop moest staan bij de opleiding van de classici. Zijn opvattingen over de filologie werden ook overgenomen door zijn leerlingen, zoals Samuel Naber, Henricus van Herwerden, Johannes van Leeuwen en Tjalling Halbertsma. Daarom spreekt men wel van de ‘school van Cobet’. Cobets opvatting over de Griekse filologie was in Nederland de overheersende tot hij werd vervangen door de ‘methode-Lachmann’, waarbij alle overgeleverde handschriften van een tekst worden bestudeerd en in een stemma (‘stamboom’) worden gezet.
Het werk van Cobet staat geheel in het teken van de tekstkritiek. Na zijn buitenlandse reis bezorgde hij in opdracht van de Franse uitgever Firmin Didot een uitgave van Diogenes Laërtius (Parijs 1850). Daarna volgden zijn belangrijkste werken, waarin hij zijn tekstkritische aanmerkingen bij allerlei Griekse schrijvers samenbracht: Variae Lectiones (Leiden 1854, uitgebreide editie: Leiden 1873), Novae Lectiones (Leiden 1858), Miscellanea Critica (Leiden 1876) en de Collectanea Critica (1878). Ook publiceerde hij een editie van twee redevoeringen van Hyperides (2e druk: Leiden 1877). Het was een uitgave waarin hij studies die hij – net zoals zijn meeste werk – eerder al als Latijnse artikelen in het tijdschrift Mnemosyne had gepubliceerd, bijeenbracht.
Al was zijn methode – achteraf gezien – onjuist, toch heeft Cobet door zijn grote belezenheid, kennis van de Griekse taal en genialiteit veel goede tekstkritische bijdragen geleverd.